# Merry England

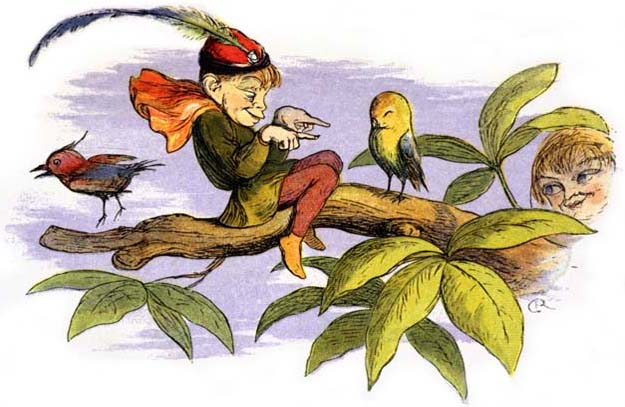
«Poor little birdie teased», de l'il·lustrador anglès del Richard Doyle. Els contes de fades tradicionals anglesos amb elfs, fades i follets se solen situar en escenaris de boscos i jardins rurals de la Merry England.

La Merry England o Merry Old England (que significa l'Alegre Anglaterra o l'Alegre Antiga Anglaterra, escrit de vegades de forma més arcaica: Merrie England i Merrie Olde England) és un estereotip de la cultura anglosaxona, una concepció utòpica de la societat, basada en una visió idíl·lica de l'Anglaterra del passat, aquella entre la fi de l'edat medieval i la Revolució Industrial, en particular la de l'època elisabetiana.
De manera més general, denota una «anglesitat essencial» putativa, amb tints nostàlgics, que incorpora símbols culturals com les teulades de palla, les fondes rurals, la tassa de te i el Sunday roast. Les connotacions positives d'aquesta bucòlica Anglaterra revelen una forta nostàlgia d'aspectes que s'han perdut en el món modern, en particular la relació més estreta que una societat agro-pastoral tenia amb la natura. Els llibres de contes de fades escrits durant l'època victoriana sovint empren la Merry England com a escenari, a manera d'utopia mítica poblada de criatures mitològiques amants de la natura, com els elfs, les fades o el mític Robin Hood. L'estereotip pot ser tractat i entès com a simple producte de la imaginació, sentimental i nostàlgic, o com a construcció ideològica i política (sigui d'esquerres o de dretes).
Aquesta visió de la Merry England no és del tot consistent, sinó més aviat una Anglaterra recreada, idealitzada, que l'estudiós del folklore de la Universitat d'Oxford Roy Judge descriu com «un món que mai no ha existit, un paisatge visionari i mític, on és difícil rastrejar els trets històrics reals».
L'historiador Ronald Hutton, però, refuta en part aquest punt de vista de completa irrealitat, i data la creació de la Merry England entre 1350 i 1520, amb la reelaboració dels cicles festius de l'any litúrgic, amb ciris, processons, jocs tradicionals, festes dels bisbetons i decorats. Hutton descobrí que, en comptes de ser pervivències paganes, moltes de les activitats de religiositat popular criticades pels reformistes del segle XVI eren, de fet, creacions de la baixa edat mitjana i que la Merry England reflecteix aspectes històrics del folklore rural anglès perduts durant la industrialització.